# Ali Niknam
Ali Niknam (né le 12 décembre 1981 à Windsor, Ontario, Canada) est un entrepreneur néerlandais, fondateur de TransIP, et PDG et fondateur de bunq.

## Biographie

### Jeunesse et études
Ali Niknam est né dans une famille iranienne le 12 décembre 1981 à Windsor, dans l'Ontario, au Canada. Son père, escrimeur, a participé aux Jeux olympiques d'été de Montréal en tant que membre de la délégation iranienne. La mère d'Ali, en plus d'avoir obtenu un diplôme en droit, était basketteuse et jouait pour l'équipe nationale iranienne. À l'âge d'un an, Ali Niknam a déménagé en Iran avec sa famille. Ils ont vécu à Téhéran et à Tabriz pendant plusieurs années, puis ont déménagé à Gouda, aux Pays-Bas, quand Ali Niknam avait 7 ans.
Niknam a obtenu son diplôme d'études secondaires au Coornhert Gymnasium de Gouda. En 2007, il obtient une licence en informatique technique de l'université de technologie de Delft.

### TransIP
En 2003, alors qu'il étudiait à l'université de Delft, Ali Niknam a fondé TransIP, une société spécialisée dans l'enregistrement de noms de domaine et l'hébergement web. En 2014, il a cédé la direction de l'entreprise. Après la fusion avec l'entreprise belge Combell en 2019, TransIP a été rebaptisé team.blue et est devenu le troisième plus grand registraire de nom de domaine et hébergeur web au monde. Niknam est membre du conseil d'administration de l'entreprise.

### Datacenter Group
Niknam a cofondé en 2007 une société de data center, Datacenter Group, avec deux partenaires. De son propre aveu, Niknam a depuis vendu ses parts.

### bunq
En 2012, Ali Niknam a lancé la banque mobile bunq. Elle est dotée d’une licence bancaire européenne accordée par la Banque des Pays-Bas en 2015. Niknam a investi 98,7 millions d'euros de fonds propres dans bunq. En 2021, dans le cadre d'un accord avec la société d'investissement privée britannique Pollen Street Capital, bunq a levé 193 millions d'euros. Dans le cadre de cette opération, bunq a acquis une société de prêt irlandaise privée, Capitalflow Group. Le tour de table a valorisé bunq à 1,6 milliard d'euros et Niknam est devenu milliardaire,.
Le 3 mai 2022, bunq annonce racheter l'application tricount dans son objectif de poursuivre son développement en Europe. Le montant de la transaction s'élève à 17 millions d'euros. tricount possède alors des utilisateurs en France, en Belgique, en Espagne, en Allemagne et en Italie.